# Tekke von Martanesh
Die Tekke von Martanesh (albanisch auch Teqeja e Martaneshit, ish-teqeja e poshtme oder Teqeeja e Peshkut) ist eine historische Derwisch-Tekke der bektaschitischen Muslime in Albanien, die sich im Dorf Peshk südlich von Krasta in der Region Martanesh der Gemeinde Bulqiza befindet. Sie überstand die kommunistische Diktatur, nachdem Albanien 1967 zum ersten atheistischen Staat der Welt ausgerufen worden war. Die Tekke ist der sufistischen Großvaterschaft Fushë-Kruja zugehörig und ist heute ein Kulturdenkmal der Republik Albanien.
Der Klosterorden, also das Dergâh, wurde im Jahre 1898 von Hüseyin Baba gegründet. Nach Hüseyin Baba wurde die Tekke von Yaşar Baba, Haydar Baba, Câfer Baba, Baba Lütfü Cani und zuletzt von Baba Faja Martaneshi geleitet. Das Gebäude soll im späten Mittelalter errichtet worden sein.
In dieser Tekke wurde der albanische Nationalheld Mustafa Xhani, berühmt geworden als Baba Faja Martaneshi, zum religiösen Führer (Baba), welcher dort wirkte und im Zweiten Weltkrieg den Widerstand gegen die faschistischen Italiener und nationalsozialistischen Deutschen organisierte.